# Иностранные формирования Королевской итальянской армии
Иностранные формирования Королевской итальянской армии (итал. Truppe straniere nel Regio Esercito) — вооружённые формирования Королевской итальянской армии, сформированные во время Второй мировой войны и включавшие в свой состав иностранцев и этнических итальянцев с гражданством других стран. Их личный состав включал не только военнопленных из стран, против которых воевала Италия, но и добровольцев с оккупированных Италией территорий. Подобные части отличались от Итальянских колониальных войск: военнослужащие последних были преимущественно выходцами из местных племен и народностей итальянских колоний в Северной и Восточной Африке.

## История образования
С конца XIX века в составе Королевского корпуса колониальных войск несли воинскую службу не только этнические итальянцы, но и представители коренных народов Африки, проживавшие на территориях итальянских колоний — Африканском роге и в Итальянской Ливии. Они служили в пехотных и кавалерийских частях.

## Казаки
Группа казачьих эскадронов «Кампелло» (итал. Gruppo squadroni cosacchi "Campello") состояла из русских казаков (в том числе и военнопленных), выступивших во время Великой Отечественной войны против советской власти и перешедших на службу к силам стран «Оси». Группа была сформирована в июле 1942 года на Дону по инициативе графа Ренье Кампелло, майора 3-го кавалерийского полка «Савойская кавалерия» и была названа в его честь. Придавалась в распоряжение 8-й итальянской армии действовавшей в СССР. Группа состояла из примерно 300 человек. Использовались в основном в операциях разведки и в качестве поддержки наступления пехоты. Фактически прекратила своё существование после января 1943 года, но формально числилась в итальянских войсках вплоть до 8 сентября того же года.

## Югославы
В оккупированной Югославии в зонах итальянской оккупации была образована Добровольческая антикоммунистическая милиция. В её подразделениях в зависимости от регионов служили этнические словенцы, сербы, хорваты и боснийские мусульмане, сотрудничавшие с итальянской военной администрацией. Фактически эти силы являлись вспомогательными и придавались итальянской оккупационной армии для антипартизанских операций в Черногории, Далмации, Словении, Боснии и Герцеговины.

### Хорваты
Хорватский автотранспортабельный легион (не путать с Хорватским легионом Вермахта) был создан на территории оккупированной немцами и итальянцами Хорватии. Насчитывал 45 офицеров, 67 унтер-офицеров и около тысячи солдат, в основном этнических хорватов. В 1942 году часть легиона была включена в 3-ю кавалерийскую дивизию «Принц Амедео Дука д’Аоста», которая была отправлена на Восточный фронт. Фактически полностью уничтожена в ходе Сталинградской битвы. В 1943 году началась подготовка к воссозданию легиона, которая была фактически прервана после капитуляции Италии в сентябре того же года.

## Греки
После оккупации немцами и итальянцами Греции из небольшого количества местных добровольцев, а также из числа добровольцев албанцев, македонцев (всего около 1400 человек) были сформированы вспомогательные группы. Из этнических болгар в греческом регионе Кастория был создан итало-болгарский комитет Кастории.

## Мальтийцы
Из числа мальтийских националистов и ирредентистов выступавших против британского владычества на Мальте и искавших в этом помощи у стран «Оси», прежде всего у Италии заинтересованной в оккупации острова Мальта и включения его в состав Империи. В мае 1942 года итальянским командованием был сформирован так называемый военный центр «G» (по латинскому названию Gaulos, в честь основного мальтийского острова Гоцо). Фактически этот центр должен был содействовать предстоящей операции «Геркулес» — десантной высадки итало-германских сил на Мальту. Однако операция была отменена, поэтому военный центр «G» был расформирован в сентябре 1942 года, а его силы были направлены на службу в Добровольную милицию национальной безопасности и MILMART — береговую охрану этой организации.

## Немцы
Немецкая моторизованная рота (нем. Deutsche Motorisierte Kompanie) состояла из около 150 этнических немцев (потомков немецких колонистов), бежавших в Итальянскую Восточную Африку после начала Второй мировой войны из Кении и Таньганьики, которые после поражения Германской империи в Первой мировой войне стали британскими колониями. После вступления во Вторую мировую войну Италии 10 июня 1940 года отрезанные географически и не имея возможности вернуться в Германию эти немцы пожелали вступить добровольцами в вооружённые силы Италии в Восточной Африке. Данная компания являлась мобильной, имея некоторое количество грузовиков и импровизированных бронеавтомобилей. Большинство из участников компании не имели военного образования и навыков. Уже в сентябре 1940 года компания была использована в боевых действиях на границе Итальянской Эритреи и Судана. Фактически DMK прекратила своё существование в мае 1941 года, после разгрома итальянцев в Эфиопии.

## Группировка военных центров
Группировка состояла из создаваемых военных центров носивших условные названия из заглавных литер указывающих как правило национальную принадлежность подчинённых этой группировки. Были созданы группы «А» (арабы), «I» (индийцы), «T» (тунисцы) и т. д. Некоторые из центров позже были преобразованы в батальоны или группировки, другие были расформированы.

### Арабы
Центр «А» был сформирован в мае 1942 года майором Уго Донати и состоял из добровольцев этнических арабов из Ирака, Трансиордании, Палестины, Персии, Судана, Сирии, Ливана и Египта желавших воевать против британского владычества в этом регионе, количество их было невелико, порядка трёх сотен человек. Фактически, в отличие от ливийских арабов состоявших на службе в колониальных войсках, они не являлись подданными Итальянского Королевства. Некоторые подразделения центра были отправлены в Северную Африку, в частности в Тунис, где принимали участие в боевых действиях до мая 1943 года. Оставшиеся силы в самой Италии были преобразованы в «Штурмовой моторизованный батальон», который 8-11 сентября 1943 года принял участие в обороне Рима, от немецких войск.

### Индийцы
Батальон «Азад Хиндустан» (Свободная Индия) был сформирован в ноябре 1942 года майором Луиджи Висмарой на основе ранее созданного центра «I», состоявшего из солдат Британской Индии, попавших в плен во время Североафриканской кампании. Этнический состав батальона был весьма пестрым, состоявшим из множества индийских народностей. Командование батальоном осуществлялось на английском языке. Фактически в боевых действиях батальон так и не принял участия, а после поражения сил «Оси» во Втором сражении при Эль-Аламейне батальон и вовсе поднял бунт, был разоружён, а его солдаты отправлены в лагеря для военнопленных.

### Тунисские итальянцы
Этнические итальянцы проживавшие в Тунисе, который как и Алжир являлся французской колонией, а в годы Второй мировой войны управлялся режимом Виши. Из них в июле 1942 года был сформирован центр «Т» под командованием майора Паскуале Рикарди. К ноябрю 1942 года численность достигла почти четыреста человек, а после высадки союзников в Марокко и Алжире к ним добавилось ещё две сотни французов, марокканцев и алжирцев. В январе 1943 года центр «T» был преобразован в группировку «Frecce Rosse» (Красные стрелы), которая была придана чернорубашечникам и прибыла на фронт в Тунис. Здесь группировка столкнулась с силами США и была разгромлена в ходе Тунисской кампании. Остатки выживших были отправлены в Италию, где поступили на службу в Штурмовой моторизованный батальон.